# Jüdischer Friedhof Graz

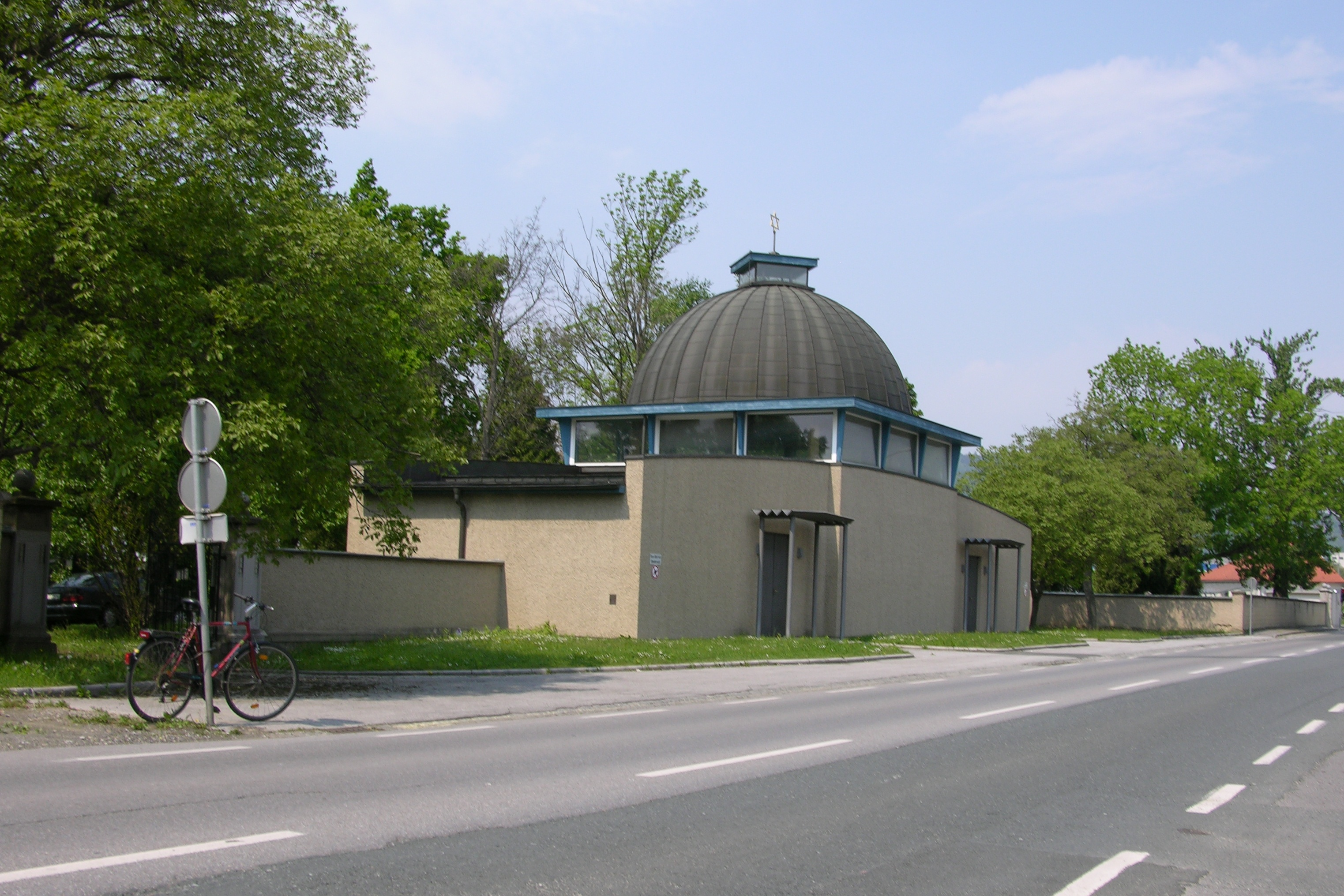
Jüdischer Friedhof mit neuer Zeremonienhalle (2009)

Der Jüdische Friedhof Graz ist ein 1864/65 gegründeter jüdischer Friedhof im heutigen Grazer Stadtteil Wetzelsdorf. Er dient seit dieser Zeit als Hauptbegräbnisstätte der jüdischen Gemeinde in Graz. 1910 wurde auf dem Friedhofsgelände die Zeremonienhalle des Grazer Architekten Alexander Zerkowitz eingeweiht. Während der Novemberpogrome 1938 wurde die Leichenhalle am 10. November 1938 in Brand gesetzt und zerstört. Das Gelände wurde enteignet und an die Stadt Graz verkauft. Mit Ausnahme der zerstörten Zeremonienhalle und weniger Gräber blieb der Friedhof jedoch bis Kriegsende intakt und wurde 1946 an die Israelitische Kultusgemeinde restituiert. Am 11. November 1991 wurde im Anschluss an das „Bedenk-/Gedenkjahr 1938/88“ eine neue Zeremonienhalle eröffnet. Der Friedhof steht unter Denkmalschutz (Listeneintrag).

## Geschichte

### Gründungsphase
Nach der Gründung der Israelitischen Corporation, des ersten Zusammenschlusses in Graz lebender Juden, am 20. September 1863 stellte im Oktober 1863 das Ausschussmitglied Leopold Ritter einen Antrag an das Grazer Magistrat und die steiermärkische Statthalterei zur Errichtung eines Friedhofs für die Grazer Juden. Bis zu diesem Zeitpunkt war den Juden die Beerdigung ihrer Verstorbenen in der Region nicht gestattet, sodass die Leichen bis nach Ungarn transportiert werden mussten. Neben hygienischen Problemen musste die Israelitische Corporation auch enorme Transport- und Bestattungskosten tragen, die beim Tod armer Juden anfielen. Nachdem in Linz und St. Pölten bereits Jüdische Friedhöfe bestanden, bewerteten Magistrat und Statthalterei den Antrag im November/Dezember 1863 positiv. Nachdem auch das zuständige k.k. Staatsministerium am 10. Jänner 1864 per Erlass die Errichtung eines Friedhofes genehmigt hatte, wurde Leopold Ritter mit der Grundstücksuche beauftragt.
Erstmals trat am 6. Mai eine Kommission zur Bestimmung des Friedhofplatzes zusammen, die am 30. Oktober 1864 das von Ritter ausgewählte Grundstück in Wetzelsdorf an der Grazer Stadtgrenze (in der Alten Poststraße) für geeignet erklärte. Nach der Genehmigung des vorgesehenen Grundstückes durch die Statthalterei wurde das Gelände am 29. November von der 1864 von der Israelitischen Cooperation erworben. Die erste Beerdigung im nördlichen Friedhofsteil erfolgte am 14. Juli 1865.

### Der Friedhof zwischen 1865 und 1938

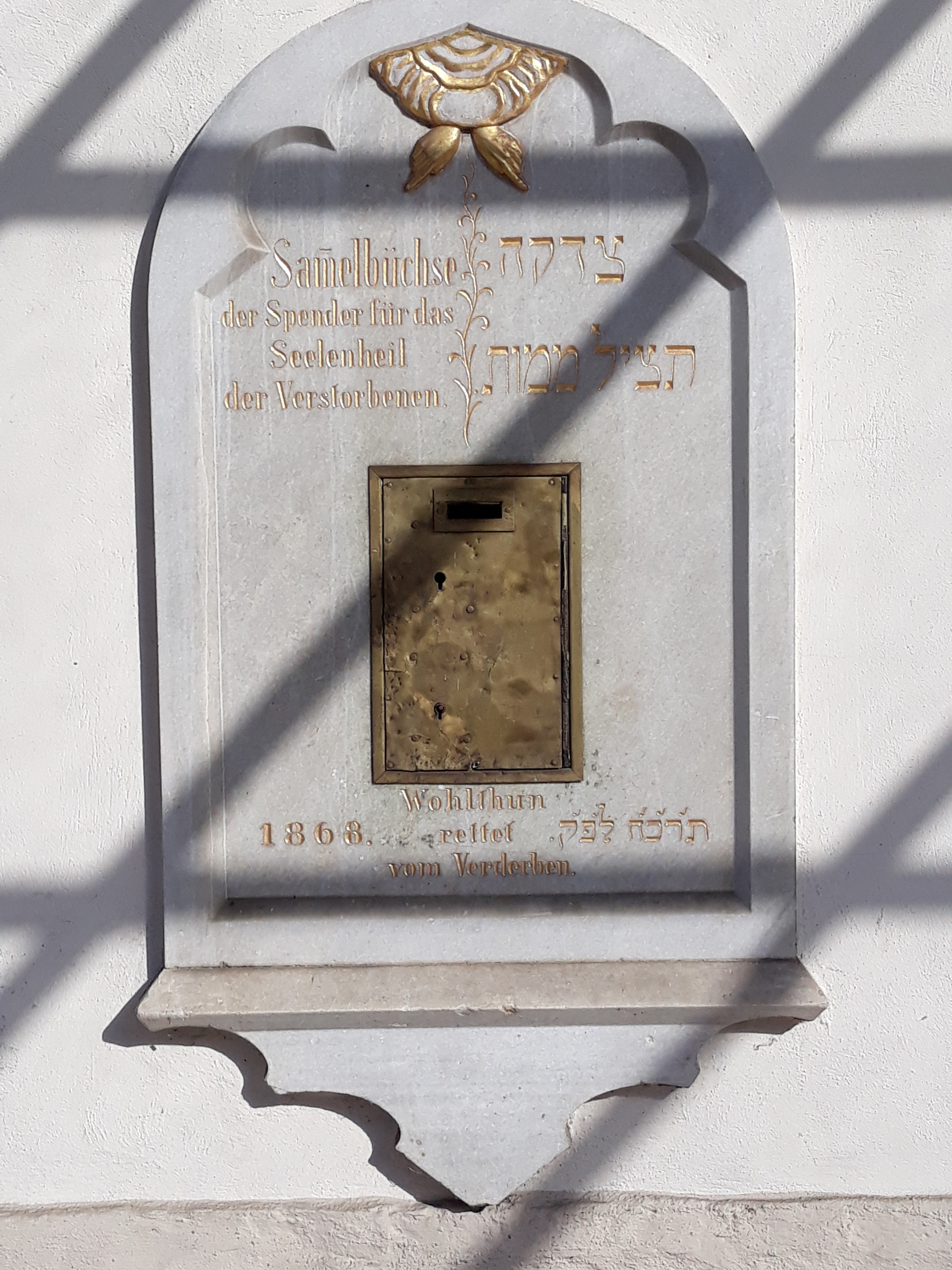
Relief am Friedhof-Pförtnerhaus von 1868

Die Erlassung des Staatsgrundgesetzes im Jahr 1867 bedingte die Gründung der Israelitischen Kultusgemeinde Graz (IKG), die für die alleinige Vertretung der Juden in Graz und Umgebung verantwortlich war. Die IKG übernahm in der Folge alle Urkunden und Rechte der Israelitischen Cooperation. Im Gegenzug erhielten die Gründer der Israelitischen Cooperation das Recht zur Errichtung einer Gedenksäule und die freie Platzwahl bei der Errichtung ihrer Familiengrabstätten für immerwährende Zeiten. Leopold Ritter überließ man das Vorrecht zur ersten Platzwahl.
1869 wurde zur Unterstützung der Hinterbliebenen eines Verstorbenen und von Schwerkranken der „Verein für israelitische Männerkrankenpflege und Beerdigung“ gegründet. Der Verein wurde von der steirischen Statthalterei jedoch erst nach Änderung der Statuten 1871 als „Chewra-Kadischa–Verein für fromme und wohltätige Werke“ genehmigt. Die IKG übertrug dem Verein die Verwaltung des Friedhofes und fixierte die Zusammenarbeit in Form eines Erbpachtvertrages 1884 im Grundbuch.
Die Erweiterung des Friedhofes wurde 1901 von der Bezirkshauptmannschaft Graz genehmigt. Am 25. Juni 1902 ging ein im Süden angrenzendes Grundstück rechtsgültig in den Besitz der IKG über, die bereits genehmigte Erweiterung wurde jedoch noch im selben Jahr von der Statthalterei aufgehoben. 1906 stellte die IKG ein Ansuchen zur Errichtung einer Leichenhalle, dem unter der Bedingung der Abtretung eines Gebietsstreifens zwischen der Alten Poststraße und der Leichenhalle an die Gemeinde Eggenberg stattgegeben wurde. Die Leichenhalle des Grazer Architekten Alexander Zerkowitz mit einer Wohnung für den Wächter wurde am 25. September 1910 eingeweiht.

### Nationalsozialismus und Nachkriegszeit

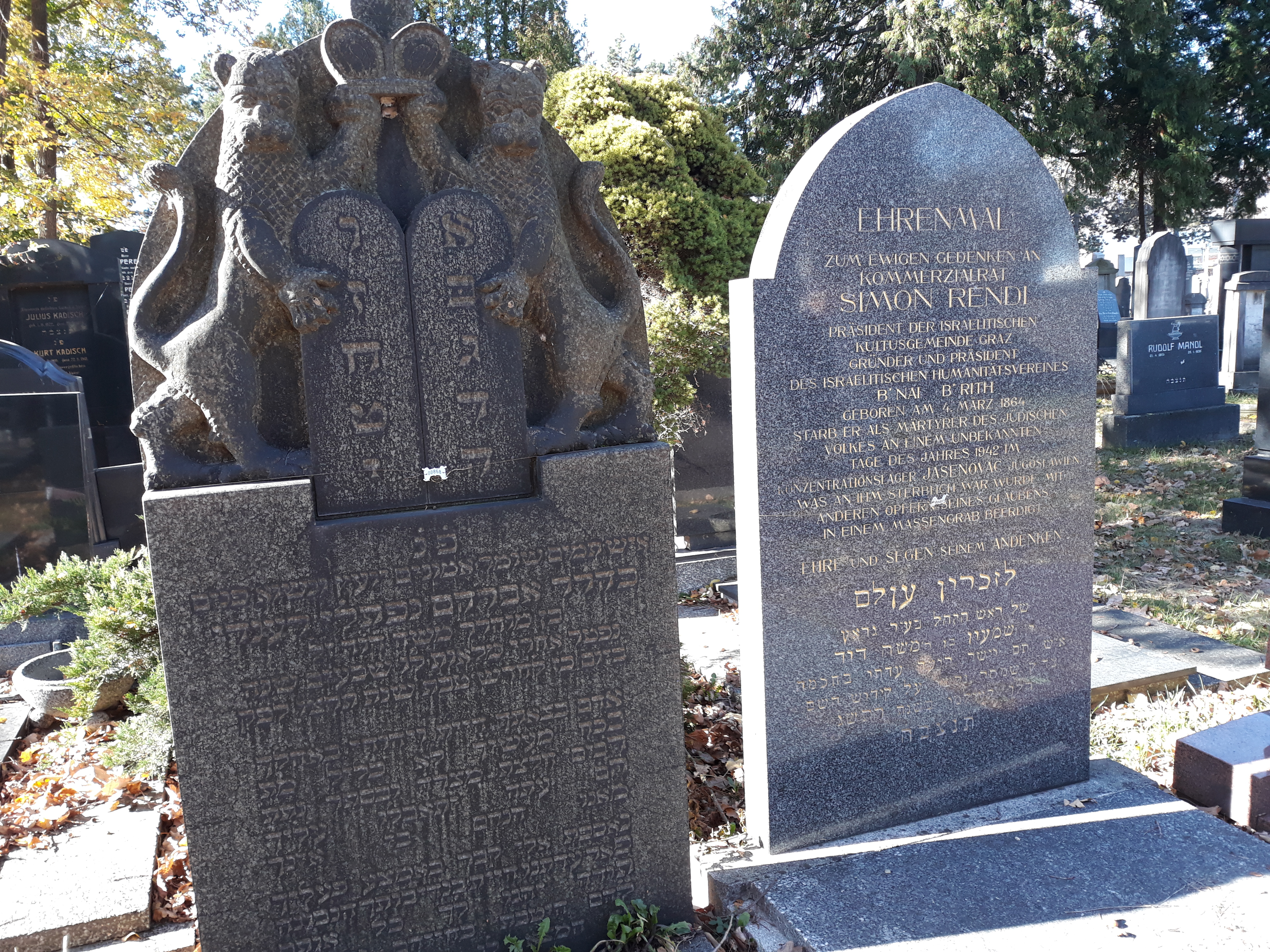
Ehrenmal für Simon Rendi, ehem. Präsident der Israelitischen Kultusgemeinde Graz, ermordet 1942 im KZ Jasenovac

1938 wurde der Friedhof durch die Eingemeindung der Gemeinde Wetzelsdorf nach Graz Teil des Grazer Stadtgebiets. Im Verlauf des Novemberpogroms wurde die Zeremonienhalle am 10. November 1938 um 11 Uhr in Brand gesteckt und zerstört. Die in der Hallenwand eingemauerten mittelalterlichen jüdischen Grabsteine, die 1853/54 aus dem Abbruchmaterial der Grazer Burg geborgen worden waren, wurden dabei vernichtet. 1940/41 wurde das Friedhofsgelände „arisiert“ und an die Stadt Graz verkauft. Bereits im Frühjahr 1940 war Graz nach der Vertreibung und Deportierung der jüdischen Bewohner als „judenfrei“ gemeldet worden. Da der steirische Landeskonservator auf Grund der späten Gründung keine denkmalpflegerische Voraussetzung für eine Erhaltung attestiert hatte, war der Jüdische Friedhof in Graz von der Auflassung und der Verwertung der Grabsteine bedroht. Dennoch blieb der Friedhof mit Ausnahme der Zeremonienhalle und einiger weniger Gräber nahezu unzerstört. Eine Verwertung der Grabsteine wie in anderen steirischen Gemeinden erfolgte nicht.
Nach dem Ende des Zweiten Weltkriegs kehrten nur wenige Juden nach Graz zurück. Die ehemals 2.500 Mitglieder starke Gemeinde konnte personell nicht mehr an die Vorkriegszeit anknüpfen. Nach dem Antrag der IKG zur Restituierung „arisierter“ Liegenschaften beschloss der Grazer Gemeinderat am 15. Juni 1946 die Rückgabe des Friedhofs. Das angrenzende Grundstück, das ursprünglich für die Erweiterung des Friedhofs vorgesehen war, wurde 1950 rückgestellt. Da auf Grund der massiv verkleinerten Gemeinde kein Bedarf zur Erweiterung des Friedhofs bestand, wurde das Grundstück im Jahr 1954 verkauft. Von den zurückgekehrten Familienmitgliedern wurden in der Nachkriegszeit zahlreiche ermordete Angehörige auf den Grabmälern der Zwischenkriegszeit verewigt. In zwei Grabanlagen wurden zudem die Leichen von ungarischen Juden bestattet, die nach ihrem Einsatz als Zwangsarbeiter beim Bau des Südostwalls im März/April 1945 auf einem Todesmarsch in Richtung KZ Mauthausen ermordet wurden bzw. an Erschöpfung starben.
Nach dem „Bedenk-/Gedenkjahr 1938/88“ beauftragte die Stadt Graz im Jänner 1988 die Architekten Jörg und Ingrid Mayr mit der Neuplanung der zerstörten Zeremonienhalle. Vertreter der Stadt Graz und des Landes Steiermark beauftragten die Architekten schließlich mit der Umsetzung des Neubaus, der am 11. November 1991 der IKG übergeben wurde.
Ende April 1999 wurden 12 Grabsteine mit antisemitischen und nationalsozialistischen Symbolen und Parolen beschmiert.
Im Jahre 2010 wurde der verwahrloste Zustand des Jüdischen Friedhofs (umgestürzte Grabsteine, Überwucherungen, diverse Beschädigungen usw.) medial kritisiert.

### Renovierung bis 2021
2014–2021 wurde der bis dahin stark verwilderte Friedhof einer Renovierung unterzogen. Grabsteine wurden neu aufgerichtet und der Bewuchs wurde gemäht und gestutzt. Die Holding Graz war bauführend, die Kosten von 1,1 Mio. Euro trägt der Friedhof-Fonds zur Renovierung jüdischer Friedhöfe, der durch Mittel der Republik und der jüdischen Gemeinden gespeist wird.
Am 12. Juli 2022 wurde der Friedhof mit einer Feier wieder eröffnet. Es sprachen der Präsident des Kultusrates der Jüdischen Gemeinde, Elie Rosen, der 2022 über den Friedhof publizierte, der Präsident des Nationalrats, Wolfgang Sobotka, Landtagspräsidentin Manuela Khom und die Grazer Bürgermeisterin Elke Kahr.
Der mit 1500 Gräbern und 14.000 m² Fläche zweitgrößte jüdische Friedhof Österreichs ist in Zukunft nicht frei zugänglich, sondern nur während mehrmals jährlich stattfindender Führungen und für Einzelpersonen nach Anmeldung zum Besuch von Grabstellen.